# Эрдёди, Тамаш
Тамаш (Томаш) Эрдёди или Эрдедь (венг. Tamás Erdődy de Monyorókerék et Monoszló; 1558 — 17 января 1624, Крапина, королевство Хорватия в составе Габсбургской империи) — венгерский магнат, имперский граф, бан Хорватии в 1583—1595 и 1608—1615 годах, известный полководец, дипломат.

## Биография
Происходил из знатного рода Эрдёди, владевшего обширными землями в венгерском королевстве и Славонии. Старший сын бана Далмации Петара II Эрдёди, племянника примаса Тамаша Бакоца.
После смерти отца, в 1584 году, был назначен баном Далмации, Хорватии и Славонии. Когда турки вторглись в Крайну, Тамаш Эрдёди одержал над ними ряд блестящих побед в ходе тринадцатилетней войны в Венгрии: в 1584 в битве при Слуни, в 1591 освободил от османов область Сисачко-Мославачка. В 1593 командовал хорватскими частями в составе войск Габсбургской монархии против сил Османской империи под командованием боснийского бейлербея Хасана-паши Предоевича в битве при Сисаке. Исход битвы при Сисаке привёл к существенному ослаблению позиций Османской империи и остановил продвижение турок на Балканах.
За эту победу Т. Эрдёди получил поздравления от папы римского Климента VIII и был посвящён королём Испании Филиппом II в рыцари ордена Святого Спасителя .
В 1596 сложил с себя должность бана и занялся дипломатией. В 1604 году Рудольф II послал его в Будапешт для переговоров о мире. Т. Эрдёди не достиг цели, но сумел отклонить от союза с Османской империей князей Трансильвании Жигмонда Батория и Иштвана Бочкая.
Когда эрцгерцог Матиаш восстал против Рудольфа II, Т. Эрдёди перешёл на сторону Матиаша.
С 1611 по 1615 опять был баном Далмации. Ревностный католик, он во время своего наместничества преследовал протестантов.
После был хранителем королевской казны до своей смерти 17 января 1624. В течение своей жизни дважды претендовал на должность Палатина Венгрии (1596, 1611), но протесты протестантских представителей за религиозную нетерпимость, по отношению к ним, не позволили Т. Эрдёди занять этот пост.
Похоронен в Загребском соборе.